# سویت‌واتر، آیداهو
سویت‌واتر (به انگلیسی: Sweetwater) یک منطقهٔ مسکونی در ایالات متحده آمریکا است که در Nez Perce County واقع شده‌است. سویت‌واتر ۱۴۳ نفر جمعیت دارد و ۳۳۴٫۰۶ متر بالاتر از سطح دریا واقع شده‌است.